# HMS President (1918)
Pour les autres navires du même nom, voir HMS President.
Le HMS Saxifrage était un Q-ship lancé en 1918 de la classe Flower, de lutte anti-sous-marine. Il a été rebaptisé HMS President en 1922 et amarré en permanence sur la Tamise comme navire de la Royal Naval Reserve.

En 1982, il a été vendu à des propriétaires privés. Ayant depuis changé de deux fois de propriétaire, il sert maintenant comme lieu pour des conférences et de bureaux pour un certain nombre de société de média. Techniquement, il est maintenant appelé HMS Président (1918) pour être différencier du HMS President, la base de la Réserve navale royale aux Docks de St Katharine de Londres.
Il est l'un des trois derniers navires survivants de la Royal Navy de la Première Guerre mondiale. Il est également le seul représentant du premier type de bâtiment anti-sous-marins construit. Il est l'ancêtre des escorteurs de convoi sloops, qui ont évolué pour devenir les modernes frégates anti-sous-marins.
Il est inscrit au registre du National Historic Ships  depuis 1996 et il est aussi l'un des nombreux bateaux de la National Historic Fleet.

## Conception et construction
Les différentes classes de sloops anti-sous-marins ont été construites dès 1915 lorsque les attaques de sous-marins sur les navires marchands britanniques sont devenus une menace sérieuse et, après 1916, ont été affectées au service d'escorte des convois en les équipant de charges de profondeur ainsi que des canons navals de 101 mm, le canon de 4,7 pouces QF Mk I - IV.

Les derniers construits entre 1916 et 1918, ls Q-ships en tant que chasseurs sous-marins, ont été camouflés pour ressembler à des navires marchands, tout en transportant des canons navals de 101 mm, le canon de marine de 4 pouces QF Mk V et de 76 mm le canon de marine de 12 livres QF 12 cwt. Le piège était qu'un capitaine de sous-marin, ne voulant pas dépenser une précieuse torpille sur un petit navire de commerce, ferait surface pour le couler avec son canon.
Une grande variété de camouflage a été employée afin de confondre les télémètres de sous-marins. Le HMS Saxifrage a été construit au chantier naval de Löbnitz & Company à Renfrew en Écosse, sous le numéro 827 et lancé le 29 janvier 1918. Il avait été nommé Saxifrage d'après la fleur aussi connue comme London Pride.

## Service actif
Le HMS Saxifrage a escorté de nombreux convois dans les eaux du Royaume-Uni au cours de 1918, et a détruit neuf U-boat, comme enregistré dans le Livre de bord détenu par les Archives nationales UK à Kew.

En 1922, il a été amarré en permanence sur la Tamise, et rebaptisé Président. D'autres navires de la classe ont servi comme patrouilleur dans le monde pendant les années de paix entre les deux guerres, mais presque tous ont été éliminés par la Seconde Guerre mondiale. Cela a permis à la majorité des noms de classe à être redonné pour les nouvelles, les petites corvettes de classe Flower.

## Service de réserve
À partir de 1922, il a été employé par la Royal Naval Reserve sur la Tamise à Blackfriars. Il a hérité le nom de l'ancien President de 1829, basé au West India Docks.

Le HMS Président 1918 est resté en service dans la Royal Navy durant soixante-dix ans, de 1918 à 1988. Il a été le dernier navire de guerre de la royal Navy de l'Époque victorienne, portant une coque noire avec une superstructure blanche et une ampoule jaune sur les mâts.
Pendant la Seconde Guerre mondiale, HMS Président a été converti en navire d'entraînement au tir, équipé d'une grande superstructure. Son rôle majeur fut la formation des canonniers de la Defensively equipped merchant ship (en). Son sister-ship le HMS Chrysanthemum (1917) (en) était amarré devant elle pour fournir des bureaux supplémentaires et de l'espace de formation.
Après la guerre, les deux navires ont été reconstruits par la Royal Navy avec de grands roufs avant et arrière. Des cheminées et des timoneries fictives ont aussi été installées ; celles-ci étaient démontables de sorte de pouvoir passer sous les ponts de Londres pour être entretenues périodiquement dans l'un des chantiers navals de la Tamise.

Sous cet aspect, ils sont restés en usage dans la Réserve navale royale, servant de lieu de formation jusqu'en 1988.

## Vente et service civil
En 1988, le navire a été sauvé par l'Enterprise Truct géré par ED Berman (en)pour servir de base de formation des jeunes, de studios audiovisuels, de maison d'édition... Cette période la sauva de la ferraille et la préserva pour les générations futures.

Il était devenu un point de repère dans Londres, marqué sur les cartes des rues, de sorte qu'il a été autorisé à conserver son titre de navire de guerre et le nom "HMS President" avec l'ajout "(1918)" pour le distinguer d'un autre HMS President. Le HMS Chrysanthemum a été embauché par Steven Spielberg pour les séquences de poursuite en bateau dans Tilbury Docks pour le film Indiana Jones et la Dernière Croisade en 1988. Il a ensuite été amarré dans la rivière Medway où l'eau saumâtre a rouillé sa coque, puis a été abandonné en 1995.
HMS Président a été revendu en 2001 à David Harper et Cary Thornton, puis acheté en Avril 2006 par le Centre d'affaires MLS Group Plc. Il sert de lieu de conférences et abrite également les bureaux d'un certain nombre de sociétés de médias. Il a survécu de nouveau 25 ans de plus sous cette forme et atteindra son centenaire en 2018.

## Accès
Le HMS Président est amarré en permanence sur la Tamise à Londres près de Blackfriars Millennium Pier. Il est inscrit au Registre du National Historic Ships et du National Historic Fleet. Les propriétaires actuels prévoient de le présenter comme ressource historique au cours du centenaire de la Première Guerre mondiale, comme représentant de la lutte anti-sous-marine britannique.
Au cours de 2016, il a été déplacé à Chatham au cours de la construction de la nouvelle Thames Tideway Scheme (en), l'un des tunnels d'accès en direction de Temple Avenue, à l'endroit où le navire a été amarré depuis 1922. Un appel de crowdfunding a été lancé pour payer pour la restauration.